# 1.ª División de Caballería Cosaca
La 1.ª División de Caballería Cosaca (en alemán: 1. Kosaken-Kavallerie-Division) fue una división de cosacos rusos del ejército alemán que sirvió durante la Segunda Guerra Mundial. Fue creado en el Frente Oriental principalmente donde se asentaban los Cosacos del Don ya servían en la Wehrmacht, aquellos que escaparon del avance del Ejército Rojo y los prisioneros de guerra soviéticos. En 1944, la división fue transferida a las Waffen SS, pasando a formar parte del XV Cuerpo de Caballería cosaca de las SS, establecido en febrero de 1945. Al final de la guerra, la unidad dejó de existir. La división estuvo comandada por el nombrado Atamán, Helmuth von Pannwitz.

## Historia
La división fue creada el 4 de agosto de 1943 mediante la fusión de los regimientos cosacos Platow y von Jungschulz bajo el mando de Helmuth Pannwitz. Todas estas unidades existieron desde 1942. A estos nuevos regimientos se agregaron. Inicialmente organizada para luchar contra el Ejército Rojo en el sur de Rusia, la división se desplegó en el estado títere independiente de Croacia, donde se colocaron bajo el mando del Segundo Ejército Panzer y se utilizaron para proteger la línea de ferrocarril desde Austria a través de Zagreb a Belgrado Algunas unidades también se usaron para luchar contra los partisanos.
El primer combate de combate de la división fue el 12 de octubre de 1943, cuando fue enviado contra partidarios yugoslavos en las montañas de Fruška Gora. En la operación, los cosacos, ayudados por 15 tanques y un vehículo blindado, capturaron la aldea de Beocin, donde estaba el cuartel general partisano. Durante esa operación se quemaron muchas aldeas, incluido un monasterio en Fruška Gora, y alrededor de 300 aldeanos serbios inocentes fueron asesinados. Posteriormente, la unidad se utilizó para proteger el ferrocarril Zagreb - Belgrado y el Valle Sava- Varios regimientos de la división tomaron parte en la guerra de seguridad (Bandenbekämpfung) y vigilaron el ferrocarril de Sarajevo. Como parte de un amplio barrido de seguridad, Napfkuchen, la división de cosacos fue transferida a Croacia, donde luchó contra partisanos y chetniks en 1944. 
Mientras que en Croacia, la división rápidamente estableció una reputación de comportamiento indisciplinado y despiadado, no solo hacia los partidarios sino también hacia la población civil, lo que llevó a las autoridades croatas a quejarse ante los alemanes y finalmente ante Adolf Hitler personalmente. Además de violar mujeres, matar personas y saquear e incendiar ciudades sospechosas de albergar a partisanos y sus partidarios, la división utilizó postes de telégrafos a lo largo de las vías del ferrocarril para colgar en masa como una advertencia para los partisanos y otros. Aunque el comportamiento de los cosacos no fue tan despiadado como lo retrata la propaganda partisana, sin embargo, durante sus primeros dos meses de despliegue en Croacia, los tribunales marciales divisionales especiales impusieron al menos 20 sentencias de muerte en cada uno de los cuatro regimientos por delitos relacionados.
El primer enfrentamiento de los cosacos contra el Ejército Rojo ocurrió en diciembre de 1944 cerca de Pitomača. La  batalla resultó en la retirada soviética del área. 
En diciembre de 1944, la primera división cosaca fue transferida a las Waffen-SS y reorganizada por las SS-Führungshauptamt hasta el 30 de abril de 1945. Junto con una segunda división cosaca se convirtió en parte del recién formado XV Cuerpo de Caballería cosaca de las SS.
Al final de la guerra, los cosacos de la división se retiraron a Austria y se rindieron a las tropas británicas. Los británicos les prometieron seguridad, pero posteriormente fueron transferidos por la fuerza a la URSS. La mayoría de los que no lograron escapar fueron a los campos de trabajo forzado del los Gulags.Los líderes alemanes y cosacos fueron juzgados, condenados a muerte y ejecutados en Moscú a principios de 1945. Los restantes oficiales y filas que sobrevivieron a los campos de trabajo fueron liberados después de la muerte de Stalin en 1953.

## Comandantes
- Teniente General Helmuth von Pannwitz
- Coronel Hans-Joachim von Schultz
- Coronel von Baath
- Coronel Alexander von Boesse
- Coronel Konstantin Wagner

## Orden de batalla
En 1944, la división estaba compuesta por las siguientes unidades:

### Primera brigada de caballería cosacaDon
- 1.er Regimiento de Caballería cosaca (Don)
- 2.º Regimiento de Caballería cosaco (Ural)
- 3.er Regimiento de Caballería cosaca (Sswodno)
- Regimiento de artillería de Caballos cosacos del Don

### Segunda Brigada de Caballería cosaca
- 4.º Regimiento de Caballería cosaca (Kuban)
- 5.º Regimiento de Caballería cosaca (Don)
- 6.º Regimiento de Caballería cosaca (Terek)
- Regimiento de artillería de caballos cosacos Kuban

### Unidades divisionales
- 55.º Batallón de Reconocimiento
- 55.º Regimiento de Artillería de Caballo cosaco (Kuban)
- 1.er Batallón de Ingenieros cosacos
- 55.º Batallón de Ingenieros cosacos
- 1.er Batallón de Señal

## Otras lecturas
- François de Lannoy. Cosacos de Pannwitz: Les Cosaques de Pannwitz 1942-1945

- Datos: Q25747
- Multimedia: 1st Cossack Division / Q25747